# Список війн за участю В'єтнаму
У цій статті наведено неповний перелік основних війн та збройних конфліктів за участю В'єтнаму, в'єтнамського народу або регулярної в'єтнамської армії в періоди коли існували в'єтнамські держави від античності до наших днів.
У переліку вказана назва конфлікту, дата, воюючі сторони, і його результат.
      Перемога В'єтнаму
      Поразка В'єтнаму
      Інший результат (Мирний договір або невизначений результат, статус кво, результат громадянської війни, невідомий результат)
      Незавершений конфлікт

## Ванланг
Нижче наведено перелік війн за участю Ванлангу
| Дата                  | Конфлікт                                                                                  | Перша сторона                    | Друга сторона         | Результат |
| --------------------- | ----------------------------------------------------------------------------------------- | -------------------------------- | --------------------- | --- |
| ?-2879 рік до н. е.   | Боротьба Кіньзионг-вионга за об'єднання в'єтнамських племінних угрупувань в єдину державу | Сили Кіньзионг-вионга            | Сили племінних вождів | Перемога - Становлення держави Ванланг. - Кіньзионг-вионг оголосив себе королем. - Становлення В'єтнамської нації. |
| III століття до н. е. | Кампанії короля Хунг Вьонга XVIII-го проти Тямів                                          | Сили короля Хунг Вьонга XVIII-го | Тями                  | Перемога |
| ?-258 роки до н. е.   | Завоювання Ванлангу племенами Аув'єтів                                                    | Ванланг                          | Аув'єти               | Поразка - Становлення держави Аулак                                                                                |

## Аулак
Нижче наведено перелік війн за участю Аулаку
| Дата                    | Конфлікт                     | Перша сторона                              | Друга сторона   | Результат |
| ----------------------- | ---------------------------- | ------------------------------------------ | --------------- | --- |
| 218-208 роки до н. е.   | Юесько-Цінська війна         | В'єти Аулак Племена Міньює Племена Намв'єт | Імперія Цінь    | Евентуальна Перемога - Племена Міньює та Намв'єт ввійшли до складу Імперії Цінь. - Аулак зберіг свою незалежність. |
| 207 (179?) рік до н. е. | Намв'єто-аулакський конфлікт | Аулак                                      | Племена Намв'єт | Перемога племені Намв'єт - Аулак попав під територіальний контроль племені Намв'єт.                                |

## Намв'єт
Нижче наведено перелік війн за участю держави племені Намв'єт.
| Дата              | Конфлікт                  | Перша сторона | Друга сторона | Результат                                            |
| ----------------- | ------------------------- | ------------- | ------------- | ---------------------------------------------------- |
| 111 ріки до н. е. | Хансько-намв'єтська війна | Намв'єт       | Імперія Хань  | Поразка - Перше китайське завоювання держави в'єтів. |

## В'єтнам за часів першого та другого китайського завоювання
Нижче наведено список війн періоду Першого та другого китайського завоювання держави в'єтів.
| Дата         | Конфлікт              | Перша сторона                          | Друга сторона | Результат                                  |
| ------------ | --------------------- | -------------------------------------- | ------------- | ------------------------------------------ |
| 40-43 роки   | Революція сестер Чунг | Повстанці під керівництвом Сестер Чунг | Імперія Хань  | Поразка - Повстання придушено.             |
| 248 рік      | Революція Леді Тхі    | Повстанці під керівництвом Леді Тхі    | Східна Ву     | Поразка - Повстання придушено.             |
| 542-545 роки | Лянсько-юєська війна  | Повстанці з різних Зяоті               | Династія Лян  | Перемога - Становлення Династії ранніх Лі. |

## Династія ранніх Лі
Нижче наведено перелік війн періоду правління Династії Ранніх Лі.
| Дата         | Конфлікт              | Перша сторона      | Друга сторона | Результат                                            |
| ------------ | --------------------- | ------------------ | ------------- | ---------------------------------------------------- |
| 545-602 роки | Суйсько-лінська війна | Династія ранніх Лі | Імперія Суй   | Поразка - Третє китайське завоювання держави в'єтів. |

## В'єтнам за часів третього китайського завоювання
Нижче наведено перелік війн періоду Третього китайського завоювання
| Дата    | Конфлікт            | Перша сторона       | Друга сторона | Результат                     |
| ------- | ------------------- | ------------------- | ------------- | ----------------------------- |
| 722 рік | Аннамське повстання | Повстанці з Аннаму  | Імперія Тан   | Поразка - Повстання придушено |
| 791 рік | Повстання Фунг Ханг | Повстанці Фунг Ханг | Імперія Тан   | Поразка - Повстання придушено |

## Період правління Куч та Нго
Нижче наведено перелік війн періоду правління династій Кхук (905—938) та Нго (938—967).
| Дата         | Конфлікт                             | Перша сторона                        | Друга сторона  | Результат                                                               |
| ------------ | ------------------------------------ | ------------------------------------ | -------------- | ----------------------------------------------------------------------- |
| 930-931 роки | Перша війна Південної Хань та Аннаму | Сили під керівництвом Зионг Дінь Нге | Південна Хань  | Перемога - Становлення в'єтнамської автономії                           |
| 938 рік      | Друга війна Південної Хань та Аннаму | Сили під керівництвом Зионг Дінь Нге | Сили Нго Куєна | Перемога - Становлення в'єтнамської держави під правлінням Династії Нго |

## Династія Дінь
Нижче наведено перелік війн періоду правління Династії Дінь
| Дата    | Конфлікт                            | Перша сторона | Друга сторона        | Результат                                       |
| ------- | ----------------------------------- | ------------- | -------------------- | ----------------------------------------------- |
| 944-968 | Повстання 12 полководців            | Клан Дінь     | 12 полководців       | Перемога Клану Дінь - Становлення Династії Дінь |
| 944-968 | Війна Південної Сун проти Дай В'єту | Династія Дінь | Імперія Південна Сун | Перемога                                        |

## Дайв'єт (1054—1400)
Нижче наведено перелік війн за участю Дайв'єту, за часів правління династій Лі та Чан.
| Дата           | Конфлікт                               | Перша сторона      | Друга сторона         | Результат |
| -------------- | -------------------------------------- | ------------------ | --------------------- | --------- |
| 1044 рік       | Перша війна Чампи та Дайв'єту          | Династія пізніх Лі | Чампа                 | Перемога  |
| 1069 рік       | Друга війна Чампи та Дайв'єту          | Династія пізніх Лі | Чампа                 | Перемога  |
| 1075-1077 роки | Війна Південної Сун та Дайв'єту        | Династія пізніх Лі | Імперія Південна Сун  | Перемога  |
| 1131-1150 роки | Кхмерсько-в'єтнамська війна            | Династія пізніх Лі | Імперія Кхмерів Чампа | Перемога  |
| 1257-1258 роки | Перше Монгольське вторгнення у В'єтнам | Династія Чан Чампа | Монгольська імперія   | Перемога  |
| 1285 рік       | Друге монгольське вторгнення у В'єтнам | Династія Чан       | Імперія Юань          | Перемога  |
| 1287-1288 роки | Третє монгольське вторгнення у В'єтнам | Династія Чан       | Імперія Юань          | Перемога  |
| 1367-1396      | Третя війна Чампи та Дайв'єту          | Династія Чан       | Чампа                 | Перемога  |

## Дайнгу
Нижче наведено перелік війн за участю Дайнгу.
| Дата      | Конфлікт              | Перша сторона | Друга сторона | Результат                                               |
| --------- | --------------------- | ------------- | ------------- | ------------------------------------------------------- |
| 1367-1396 | Війна Чампи та Дайнгу | Династія Хо   | Чампа         | Поразка                                                 |
| 1367-1396 | Дайнгу-мінська війна  | Династія Хо   | Імперія Мін   | Поразка - Четвертє китайське завоювання держави в'єтів. |

## В'єтнам за часів четвертого китайського завоювання
Нижче наведено перелік війн періоду Четвертого китайського завоювання
| Дата           | Конфлікт              | Перша сторона     | Друга сторона | Результат                       |
| -------------- | --------------------- | ----------------- | ------------- | ------------------------------- |
| 1407-1413 роки | Повстання пізньої Чан | Повстанці з Зяоті | Імперія Мін   | Поразка - Повстання придушено   |
| 1418-1427 роки | Повстання Лам Сонга   | Повстанці з Зяоті | Імперія Мін   | Перемога - Відновлення Дайв'єту |

## Дайв'єт (1428—1804)
Нижче наведено перелік війн за участю Дайв'єту, за часів правління династій Ле та Тайшон.
| Дата           | Конфлікт                               | Перша сторона                                  | Друга сторона                                   | Результат                                        |
| -------------- | -------------------------------------- | ---------------------------------------------- | ----------------------------------------------- | ------------------------------------------------ |
| 1467-1480 роки | Війна Лангсангу та Дайв'єту            | Династія Ле                                    | Лангсанг Пхуан Ланна                            | Перемога - Пхуан ввійшов до складу Дайв'єту      |
| 1471 рік       | Четверта війна Чампи та Дайв'єту       | Династія Ле                                    | Чампа                                           | Перемога                                         |
| 1516-1521 роки | Чан кайське повстання                  | Династія Ле                                    | Повстанці Чан Као                               | Перемога - Повстання придушено                   |
| 1533-1677 роки | Війна Північного й Південного В'єтнаму | Північний В'єтнам під керівництвом Династії Ле | Південний В'єтнам під керівництвом Династії Мак | Перемога Династії Ле                             |
| 1627-1672 роки | Перша Ле-нгуєська війна                | Династія Ле                                    | Лорди Нгуєн                                     | Невизначений результат                           |
| 1643 рік       | Голландсько-нгуєська війна             | Лорди Нгуєн                                    | Голландська колоніальна імперія                 | Перемога                                         |
| 1699 рік       | Друга В'єтнамсько-кхмерська війна      | Лорди Нгуєн                                    | Кхмерська імперія                               | Невизначений результат                           |
| 1718 рік       | В'єтнамсько-сіамська війна             | Лорди Нгуєн                                    | Аюттхая                                         | Перемога                                         |
| 1749 рік       | В'єтнамсько-луангпхабангська війна     | Династія Ле                                    | Луангпхабангське королівство                    | Перемога                                         |
| 1771-1772 роки | Друга В'єтнамсько-сіамська війна       | Лорди Нгуєн                                    | Королівство Тхонбурі                            | Перемога                                         |
| 1771-1785 роки | Перша Тайшонсько-нгуєська війна        | Повстанці Тайшони                              | Лорди Нгуєн                                     | Перемога Тайшонів - Створення Династії Тайшон    |
| 1785 рік       | Третя В'єтнамсько-сіамська війна       | Династія Тайшон                                | Раттанакосін Лорди Нгуєн                        | Перемога                                         |
| 1788-1789 роки | Дайв'єтсько-цінська війна              | Династія Тайшон                                | Імперія Цін                                     | Перемога                                         |
| 1787-1802 роки | Друга Тайшонсько-нгуєська війна        | Повстанці Тайшони                              | Лорди Нгуєн                                     | Перемога Лордів Нгуєн - Створення Династії Нгуєн |

## Династія Нгуєн
Нижче наведено перелік війн за часів правління Нгуєн.
| Дата           | Конфлікт                   | Перша сторона                                    | Друга сторона                       | Результат                                           |
| -------------- | -------------------------- | ------------------------------------------------ | ----------------------------------- | --------------------------------------------------- |
| 1811–1812 роки | Кампучійське повстання     | Династія Нгуєн Сили Кхмерів Анг Чан              | Раттанакосін Сили Кхмерів Анг Суонг | Перемога - Анг Чан знову стали владою в Кампучії    |
| 1825-1828 роки | Чао Ануське повстання      | Династія Нгуєн Лаоські сили Аноувонг             | Раттанакосін                        | Поразка - Сіам відновив контроль над землями Лаосу  |
| 1831-1834 роки | Сіамсько-В'єтнамські війни | Династія Нгуєн                                   | Раттанакосін                        | Перемога                                            |
| 1833-1835 роки | Ван хой леське повстання   | Династія Нгуєн                                   | Раттанакосін Повстанці Ван хой ле   | Перемога - Повстання придушено                      |
| 1841-1845 роки | В'єтнамсько-сіамська війна | Династія Нгуєн                                   | Раттанакосін                        | Перемога - Кампучія опинилася під захистом В'єтнаму |
| 1858-1862 роки | Кохінхінська кампанія      | Династія Нгуєн                                   | Франція Іспанія                     | Поразка - Кохінхіна стає французькою колонією       |
| 1883-1886 роки | Токінська кампанія         | Династія Нгуєн Імперія Цін Армія Чорного Прапору | Франція                             | Поразка - Становлення Французького Індокитаю        |

## Французький Індокитай
Нижче наведено перелік війн за часів Французького Індокитаю.
| Дата           | Конфлікт                           | Перша сторона                 | Друга сторона           | Результат                                                      |
| -------------- | ---------------------------------- | ----------------------------- | ----------------------- | -------------------------------------------------------------- |
| 1885-1896 роки | Кан вонгське повстання             | Франція Французький Індокитай | сили кан вонг           | Перемога французів - повстання придушено                       |
| 1884-1913 роки | Йенгське повстання                 | Франція Французький Індокитай | Сили Хоан Хоа Тхам      | Перемога французів - повстання придушено                       |
| 1893 рік       | Франко-Сіамська війна              | Франція Французький Індокитай | Раттанакосін            | Перемога французів - Лаос стає частиною Французького Індокитаю |
| 1916 рік       | Кохінхінське повстання 1916го року | Франція Французький Індокитай | Конхінхінські повстанці | Перемога французів - Повстання придушено                       |
| 1917 рік       | Тхай-нгуєнське повстання           | Франція Французький Індокитай | Династія Нгуєн          | Перемога французів - Повстання придушено                       |
| 1930 рік       | Йенбайське повстання               | Франція Французький Індокитай | В'єт куч                | Перемога французів - Повстання придушено                       |
| 1940-1941 роки | Франко-Тайська війна               | Франція Французький Індокитай | Таїланд                 | Поразка французів                                              |

## В'єтмінь та В'єтнамська Демократична Республіка
Нижче наведено перелік війн за участь ВДР та В'єтнаміню.
| Дата           | Конфлікт                          | Перша сторона                                                 | Друга сторона                                                                                                 | Результат                                                     |
| -------------- | --------------------------------- | ------------------------------------------------------------- | --- | ------------------------------------------------------------- |
| 1940–45 роки   | Індокитай у Другій Світовій війні | В'єтмінь Лао Іссара Кхмери Іссараки                           | Японська імперія В'єтнамська імперія                                                                          | Перемога - Проголошення Демократичної В'єтнамської Республіки |
| 1946–1954 роки | Друга В'єтнамська війна           | В'єтнамська Демократична Республіка Патет Лао Кхмери Іссараки | Франція Південний В'єтнам Королівство Камбоджа Королівство Лаос                                               | Перемога                                                      |
| 1959–1975 роки | В'єтнамська війна                 | Північний В'єтнам Патет Лао Червоні Кхмери Китай              | Південний В'єтнам Сполучені Штати Америки Південна Корея Австралія Нова Зеландія Таїланд Кхмерська республіка | Перемога                                                      |
| 1975-1992 роки | Бунт в Центральному нагір'ї       | В'єтнам                                                       | ОФЗЗГР | Перемога - Повстання придушено                                |
| 1975-2007      | Громадянська війна в Лаосі        | В'єтнам Лаос                                                  | Сепаратисти Хмонг                                                                                             | Перемога - Повстання придушено                                |
| 1977–1989 роки | Кампучійсько-в'єтнамська війна    | В'єтнам ЄФНСК                                                 | Червоні Кхмери ФУНСИНПЕК НФЗКН                                                                                | Перемога                                                      |
| 1979 рік       | Перша Китайсько-в'єтнамська війна | В'єтнам                                                       | Китай | Обидві сторони заявили про свою перемогу                      |
| 1980–1989 роки | Друга Китайсько-в'єтнамська війна | В'єтнам                                                       | Китай | Невизначений результат - Нормалізація відносин                |
| 1987-1988 роки | Тайсько-лаоська війна             | В'єтнам Лаос                                                  | Таїланд | Перемога                                                      |